# AL-38022A
AL-38022A je derivat indazola. Ovaj lek pripada nizu sličnih lekova koji su razvijeni za potrebe naučnih istraživanja. Neki od njih imaju potencijalnu kliničku primenu. AL-38022A je potentan i selektivan agonist  familije serotoninskih receptora, sa najvišim afinitetom vezivanja za  tip receptora i oko 4x manjim afinitetom za  i . U životinjskim studijama on potpuno zamenjuje  i 5-MeO-DMT.

## Literatura
1. ↑  May, JA; Sharif, NA; Chen, HH; Liao, JC; Kelly, CR; Glennon, RA; Young, R; Li, JX; Rice, KC (2009). „Pharmacological properties and discriminative stimulus effects of a novel and selective 5-HT2 receptor agonist AL-38022A (S)-2-(8,9-dihydro-7H-pyrano2,3-gindazol-1-yl)-1-methylethylamine”. Pharmacology, biochemistry, and behavior. 91 (3): 307—14. PMID 18718483. doi:10.1016/j.pbb.2008.07.015.

|  | Molimo Vas, obratite pažnju na važno upozorenje u vezi sa temama iz oblasti medicine (zdravlja). |